# Quarter Past Midnight
Quarter Past Midnight è un singolo del gruppo musicale britannico Bastille, pubblicato il 9 maggio 2018 come primo estratto dal terzo album in studio Doom Days.

## Video musicale
Il video, diretto da Austin Peters, è stato reso disponibile il 23 maggio 2018 attraverso il canale YouTube del gruppo.

## Tracce
Download digitale
1. Quarter Past Midnight – 3:21

Download digitale – Remixes
1. Quarter Past Midnight (Shift K3Y Remix) – 3:26
2. Quarter Past Midnight (John Gibbons Remix) – 3:33
3. Quarter Past Midnight (Nathan C Remix) – 3:29

Download digitale – One Eyed Jack's Session
1. Quarter Past Midnight (One Eyed Jack's Session) – 3:52

7" (Regno Unito)
- Lato A

1. Quarter Past Midnight – 3:21

- Lato B

1. Quarter Past Midnight (One Eyed Jack's Session) – 3:52

## Classifiche
| Classifica (2019) | Posizione massima |
| ----------------- | ----------------- |
| Belgio (Fiandre)  | 29                |
| Belgio (Vallonia) | 76                |
| Paesi Bassi       | 76                |
| Regno Unito       | 65                |